# Macrochirichthys macrochirus
Macrochirichthys macrochirus és una espècie de peix de la família dels ciprínids i de l'ordre dels cipriniformes.
Poden assolir fins a 100 cm de longitud total. Els alevins mengen insectes i els adults peixos. És un peix d'aigua dolça i de clima tropical. Es troba a Àsia: des de Tailàndia fins al Vietnam i Indonèsia, incloent-hi les conques dels rius Chao Phraya i Mekong.